# Edvard Wavrinsky
Edvard Otto Wilhelm Wavrinsky, född 12 april 1848 i Sankt Lars socken i Östergötland, död 4 januari 1924 i Engelbrekts församling i Stockholm, var en svensk pacifist, nykterist, officer och politiker (liberal, senare socialdemokrat).

## Biografi
Wavrinsky tog studentexamen i Linköping 1865, officersexamen 1868, var 17 april 1868–1872 (avsked) underlöjtnant vid Göta artilleriregemente, studier vid Krigshögskolan 1872, löjtnant i armén 1876-1884 (avsked). Han var bosatt i USA 1876–1878, bland annat som brandlöjtnant i Chicago, anställd hos Bark & Warburgs AB i Göteborg 1878–1879, innehade agenturaffär i Göteborg 1880–1887, direktör för Olycksfallsförsäkrings AB Röda Korset 1890 och för Försäkrings AB Tre Kronor 1891–1907 samt chef för avdelningen Mimer inom Allmänna Livförsäkrings AB från 1907.
Edvard Wavrinsky var ordförande i Skådebanan 1910–1913, revisor för Göteborgs undervisningsfond 1881–1882, revisor för allmänna folkskolestyrelsen i Göteborg 1883–1884 och ledamot av prövningsnämnden i Göteborg 1884, . 
1873-1876 var han nivellör vid Statens järnvägsbyggen. Efter studieresor till England och Amerika, från 1878 sysselsatt med byggnads- och affärsverksamhet i Göteborg, där han, socialt intresserad, bland annat grundade Göteborgs arbetarinstitut (öppnat 7 mars 1883), vars första föreståndare han var fram till 1886. Även Göteborgs likbränningsförening tillkom på hans initiativ. Wavrinsky blev ordförande i Göteborgs skyttegille 1883 och i Bohusläns skyttekrets samma år. 
Wavrinsky var mycket aktiv inom djurskyddsarbete och tillhörde Svenska Djurskyddsföreningens styrelse. Under en lång tid var deltog han även i försäkringsverksamhet och bildade i början av 1890-talet dels en olycksfallförsäkringsförening (Röda korset), dels ett garantiförsäkringsbolag (Tre kronor) och var dessa numera upphörda företags direktör, samtidigt som han en tid var chef för den på hans initiativ inrättade avdelningen "Mimer" i Allmänna livförsäkringsbolaget, som tillkom för att ge absolutister livförsäkring för lägre premier.

### Nykterhetsrörelsen
Edvard Wavrinsky blev den 10 november 1884 medlem i en malinsk IOGT-loge  och följde med som tolk på Joseph Malins föredragsturné i Sverige året därpå. Ytterligare ett par år därefter valdes han till ordenstemplare (motsvarande förbundsordförande) i den malinska svenska storlogen. Han deltog som svensk delegat på sammanslagningsmötet mellan maliniterna och hickmaniterna i Saratoga i USA år 1887 och blev samma år ordenschef för den enade orden i Sverige.
Som ordenschef argumenterade han bland annat om förtäring av iskällardricka skulle vara tillåten inom orden, och menade att drycker med under två volymprocent alkohol borde vara tillåtet, oavsett dryckens benämning, då någon berusande effekt inte var aktuell. Övriga länders storloger hade ett striktare förbud. Dessutom präglades orden av en konflikt om inslaget av religion (kristendom) i ordenslivet. Wavrinsky ville se en helt profan, det vill säga ej religiöst präglad, orden, medan hans motståndare ville se orden stå på kristen grund.
Posten som ordenschef höll Wavrinsky fram till och med 1889. Han fortsatte arbetet och blev 1891 rådgivare i världsstorlogen av IOGT och reste mycket i denna kapacitet. Samma år motionerade han till den svenska storlogen om att starta studieverksamhet, något som blev verklighet med Johan Bergman som studierektor året därpå. 1905 valdes han till internationell storlogechef, och omvaldes 1908.

### Fredsrörelsen
År 1884 bildade Wavrinsky Göteborgs fredsförening och anordnade där 1887 det första nordiska fredsmötet. Han var 1896-1897 ordförande i Svenska freds- och skiljedomsföreningen. Sedan han invalts i riksdagen, tog han initiativet till bildandet av en svensk parlamentarisk fredsgrupp, vars styrelse han tillhörde 1894–1921 (1894-1904 som sekreterare). Sedan 1894 var han ledamot av interparlamentariska unionens råd och var 1897-1908 medlem av kommissionen för Internationella fredsbyrån i Bern, som tack vare motioner av Wavrinsky erhöll anslag av svenska riksdagen.

### Politik
Wavrinsky var 1891-1911 riksdagsledamot i andra kammaren för Stockholms stads valkrets och därefter i första kammaren 1912-1921 för Västmanlands läns valkrets. Från 1895 tillhörde han Folkpartiet, som 1900 uppgick i Liberala samlingspartiet, men han lämnade den liberala gruppen 1907 och betecknade sig som vänstervilde 1908-1911 och blev därefter socialdemokrat. I riksdagen var han bland annat 1912-1914 ledamot av konstitutionsutskottet och 1920 av hemliga utskottet. Han tillhörde också från 1919 talmanskonferensen. Wavrinsky var statsrevisor 1906. 
I riksdagen lade Wavrinsky fram många motioner, de flesta rörande fredssaken samt djurskydds- och folkhygieniska frågor. En motion av Wavrinsky bidrog till att straffbestämmelserna för djurplågeri skärptes. Han var också ledamot av styrelsen för Svenska djurskyddsföreningens centralförbund. Han motionerade om offentliga revisorer, om upphävandet av dödsstraffet, om yrkesutbildade revisorer, om utredning om arbetslösheten i Sverige och om offentlig arbetsförmedling 1900, om arbetslöshetsförsäkring, moderskapsförsäkring, undervisning i hälsovårdslära, humanare djurtransporter, avskaffande av edgång resulterade i riksdagsskrivelser. Delvis på grund av Wavrinskys motioner kom riksdagen att 1914 införa kommunala arbetsförmedlingar.
I första kammaren tillhörde Wavrinsky och Nils Wohlin de drivande bakom kravet på inrättandet av ett Statens institut för rasbiologi, som också kom till stånd genom riksdagsbeslut den 1 maj 1921.
Bland övriga motioner kan nämnas sådana om avskaffande av dödsstraff, vaccinationstvång och kungens rätt att förklara krig utan riksdagens samtycke.

### Kontor och bostad

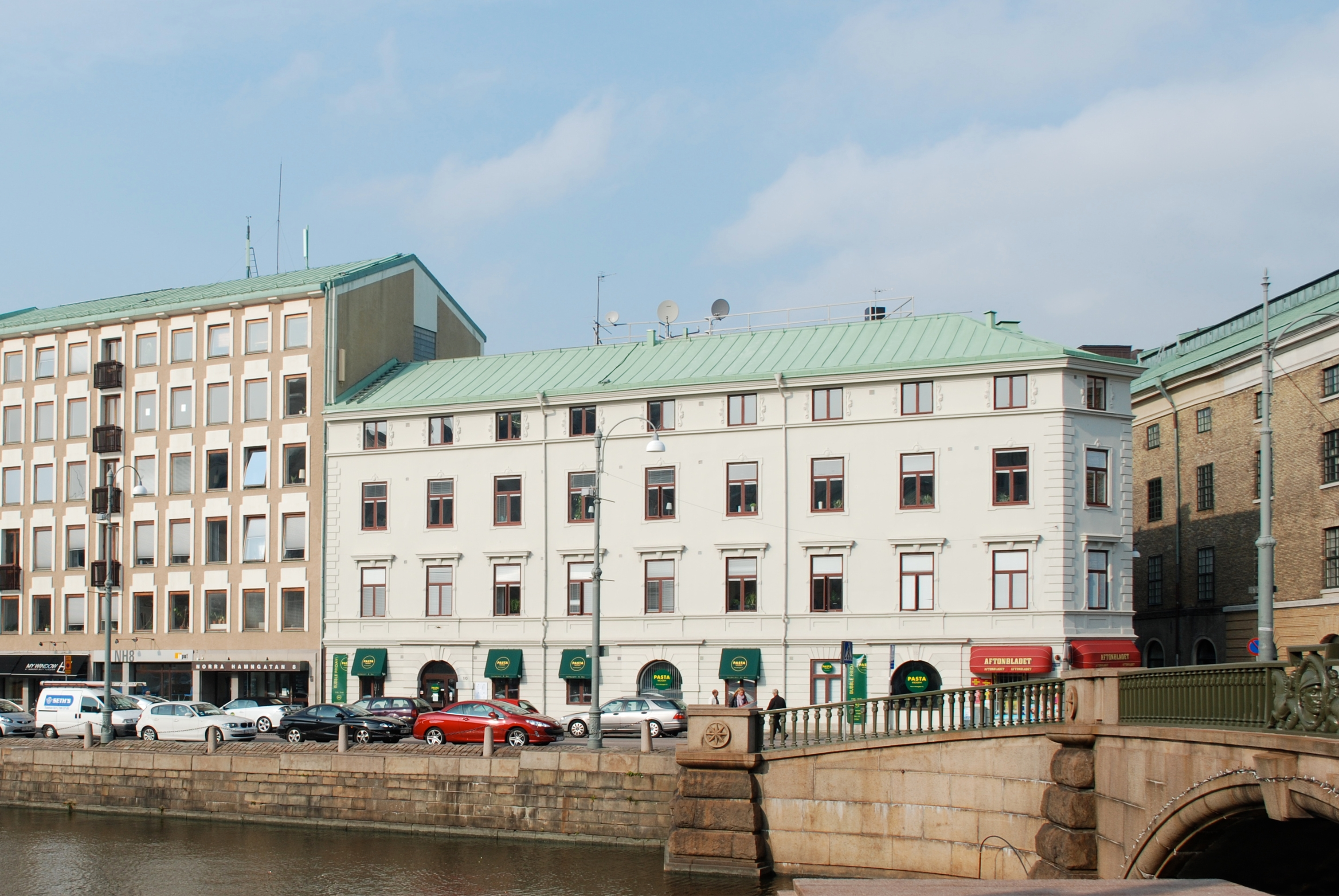
Huset på Norra Hamngatan 10.

Wavrinsky hade under flera år sitt kontor vid Norra Hamngatan 10 samt bostad vid Andra Långgatan 53 i Masthugget. År 1886 hade han dock slagit ihop kontor och bostad till nya adressen Andra Långgatan 35. Kontoret disponerade han bland annat för sin agentverksamhet för Livförsäkringsbolaget Victoria.

### Familj
Edvard Wavrinskys farfar invandrade från Prag till Sverige 1805 och bosatte sig i Göteborg som kattunstryckare. Dennes son Anton Edvard (1816–1900) gifte sig 1844 med Augusta Wilhelmina Nordvall (1825–1904), och fick bland andra sonen Edvard Wavrinsky. Han gifte sig första gången 22 oktober 1873 i Göteborg med Maria Heinrika Amelia Bark (1850–1913), dotter till snickarmästaren August Bark och Henrika, född Peterson; äktenskapet upplöstes 8 december 1886 i Göteborg. Han gifte sig andra gången 16 december 1887 i Trollhättan med Selma Maria Traneus (1859–1949), dotter till lasarettsläkaren Per Ludvig Traneus och Emelie Maria, född Berggren. Barn: Greta, född 1888. Wavrinsky kallades "Wavven", och var bror till Richard Wawrinsky.
Edvard Wavrinsky stavade sitt namn Wawrinsky, åtminstone fram till i samband med flytten till Stockholm. Han och andra hustrun gravsattes i Gustav Vasa kyrkas kolumbarium vid Odenplan i Stockholm.

### Redaktör
- Deklamationsbok : en samling omtyckta stycken på vers, jämte vägledning för versskrivning och versläsning. Stockholm. 1908. Libris 1799381
- Festskrift vid godtemplarordens i Sverige tjugufemårs-jubileum den 5 nov. 1904. Stockholm: Svenska nykterhetsförl. 1904. Libris 1726556
- Den svenska riksdagens interparlamentariska grupp 1892–1917 : minnesskrift. Stockholm. 1917. Libris 393707